# Li Yuwei
Li Yuwei (李玉伟S; 20 luglio 1965) è un ex tiratore a segno cinese.

## Palmarès

### Olimpiadi
- 1 medaglia:
  - 1 oro (Los Angeles 1984 nei 50 metri bersaglio mobile)